# Beneficjenci Splendoru
Beneficjenci Splendoru – polski zespół muzyczny założony w 2005 w Warszawie przez dziennikarza, multiinstrumentalistę i producenta muzycznego, Marcina Staniszewskiego.

## Historia
Początkowo Beneficjenci Splendoru był projektem solowym Marcina Staniszewskiego. Redakcja portalu T-Mobile Music wymieniła go w gronie najlepszych polskich tekściarzy młodego pokolenia. W miarę nagrywania kolejnych piosenek pojawiali się gościnnie znajomi muzycy (m.in. Anna Ruttar z zespołu Natanael, Adrianna Styrcz z zespołu Sinusoidal oraz Zofia Chabiera z zespołu Drekoty). Pod koniec 2011 ostatecznie wykrystalizował się ostateczny, koncertujący skład, który wystąpił m.in. na OFF Festivalu i Rymoliryktandzie u boku L.U.C.-a.
Muzyka regularnie pojawia się na antenie Radiowej Trójki. Pierwszy wydany oficjalnie utwór „Moje Studio” został wydany przez dziennikarza Piotra Stelmacha na kompilacji pt. Offensywa. W lutym 2014 zespół wystąpił również na żywo w studiu im. Agnieszki Osieckiej.

## Dyskografia
Albumy studyjne
| Rok  | Tytuł                                                                  |
| ---- | ---------------------------------------------------------------------- |
| 2009 | Trendywaty Chłopiec - Data: 2009 - Wydawca: Kartel/Sony Music          |
| 2011 | Tęczy Wybielacz - Data: Wrzesień 2011 - Wydawca: Sony Music            |
| 2013 | Bóg, Honor, Mam Talent - Data: Listopad 2013 - Wydawca: Color My Sound |
| 2016 | Sellfie - Data: Luty 2016 - Wydawca: Color My Sound/Audio Cave         |

Kompilacje
| Rok  | Tytuł               | Album                             |
| ---- | ------------------- | --------------------------------- |
| 2006 | „Moje Studio”       | Offensywa (Polskie Radio)         |
| 2007 | „Let Me Be Your MC” | Offensywa 2 (Polskie Radio)       |
| 2012 | „Flash Mob”         | Alternative Energy 2 (Sony Music) |
| 2012 | „Klasowy Klaun”     | Make More Music (Sony Music)      |
| 2013 | „Flash Mob”         | Alternative.pl (Sony Music)       |

## Teledyski
| Rok  | Tytuł               | Reżyseria/Realizacja | Album                  |
| ---- | ------------------- | -------------------- | ---------------------- |
| 2009 | „Ręce pełne robota” | Roman Przylipiak     | Trendywaty Chłopiec    |
| 2011 | „Tęczy Wybielacz”   | Roman Przylipiak     | Tęczy Wybielacz        |
| 2011 | „Klasowy Klaun”     | Roman Przylipiak     | Tęczy Wybielacz        |
| 2013 | „Simlock”           | Roman Przylipiak     | Bóg, Honor, Mam Talent |